# فلاديمير ستويتشيف
الكولونيل العام فلاديمير ديميتروف ستوينشيف (بالبلغارية: Владимир Димитров Стойчев) وُلد في 24 فبراير 1892 بمدينة صوفيا عاصمة إمارة بلغاريا التابعة اسميًّا للدولة العثمانية وتوفي في 27 إبريل 1990 بالمدينة نفسها بجمهورية بلغاريا الشعبية، ضابط عسكري ودبلوماسي وفارس بلغاري.

## حياته العسكرية
تخرّج في أكاديمية تيريزا العسكرية بالعاصمة النمساوية فيينا ثم استكمل دراسته في الأكاديمية العسكرية بصوفيا لينضم بعدها للجيش البلغاري حيث شارك ضمن صفوفه في حروب البلقان والحربين العالميتين الأولى والثانية.
خلال فترة ما بين الحربين العالميتين مثّل ستويتشيف بلاده في رياضة الفروسية خلال فعاليات دورة الألعاب الأوليمبية الصيفية بالعاصمة الفرنسية باريس عام 1924 ثم دورة الألعاب الأوليمبية الصيفية بالعاصمة الهولندية أمستردام عام 1928 علاوة على المنافسات الدولية الأخرى برياضة الفروسية، ومع حلول عام 1930 شغل ستويتشيف منصب الملحق البلغاري في فرنسا ثم المملكة المتحدة حتى تم استدعائه مرة أخرى إلي بلغاريا ليتولى رئاسة أكادمية الفرسان بصوفيا وإن تم فصله من الخدمة العسكرية بسبب أرائه المناوئة للملكية، علاوة على سجنه مرات عدة بسبب توجهاته السياسية.

### الحرب العالمية الثانية
ومع اندلاع الحرب العالمية الثانية انضم ستويتشيف للمكتب التنفيذي التابع للجنة المركزية للجبهة الوطنية والذي تولى من خلاله قيادة الجيش الأول بعدما حوّلت البلاد توجهها نحو الحلفاء والذي نجح في طرد القوات النازية من معظم الأراضي المحتلة في يوغوسلافيا والمجر حتى وصل الجيش لجبال الألب النمساوية بحلول مايو 1945، قبل أن يوقع اتفاقية لترسيم الحدود مع قائد الفيلق الخامس البريطاني تشارلز فريدريك كيتليى بجنوب النمسا، كما شارك في موكب نصر موسكو الأول في 24 يونيو 1945.

## حياته بعد الحرب
خلال عامي 1945 و1947 شغل ستويتشيف منصب ممثل بلغاريا في سفارتها بالعاصمة الأمريكية واشنطن كما مثّل بلاده في الأمم المتحدة قبل أن يتولى منصب رئيس اللجنة الرياضية العليا بمجلس الوزراء البلغاري، بعدها تولى رئاسة اللجنة الأوليمبية البلغارية في الفترة ما بين عامي 1951 (1952 في بعض المصادر) حتى عام 1982 وظل رئيسا فخريا لها حتى وفاته علاوة على عضويته في اللجنة الأولمبية الدولية خلال الفترة ما بين عامي 1952 وحتى 1987.